# Kazuhiro Kawata
Kazuhiro Kawata (født 11. juni 1982) er en japansk fodboldspiller.
Han har spillet for flere forskellige klubber i sin karriere, herunder Oita Trinita og Blaublitz Akita.